# Sabine Hack
Sabine Hack (Ulma, 12 luglio 1969) è un'ex tennista tedesca.
Nel 1994 ha giocato i quarti di finale al Roland Garros (battuta da Conchita Martínez), il suo miglior risultato in uno Slam come singolarista
Sabine Hack ha vinto cinque titoli WTA durante la sua carriera, tra cui quattro in singolo.